# Діаграма QAPF

Діаграма QAPF для класифікації плутонічних порід

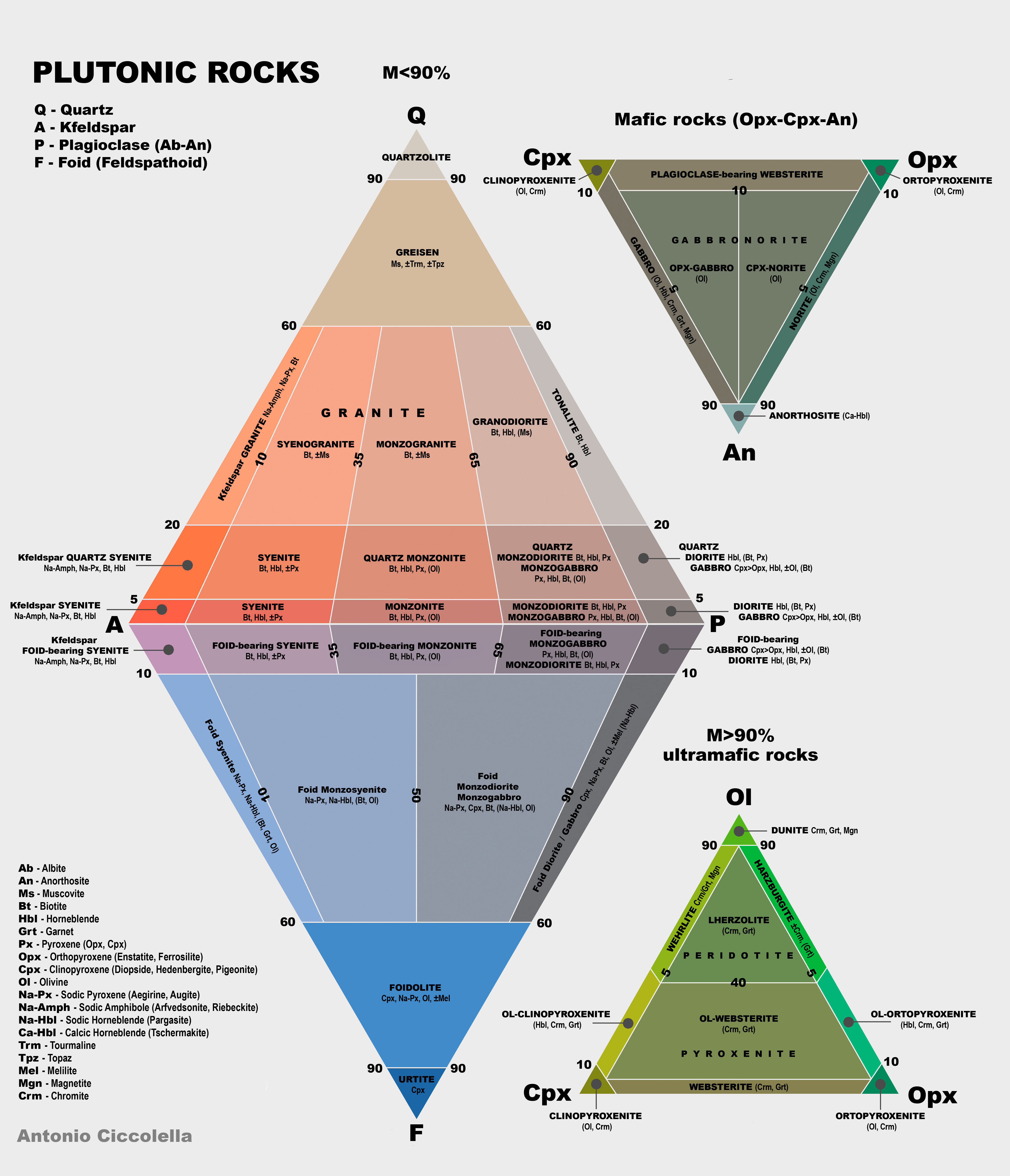
Діаграма Штрекайзена

Діаграма QAPF — це подвійна трикутна діаграма, яка використовується для класифікації вивержених порід на основі мінералогічного складу. Акронім QAPF розшифровується за назвами груп мінералів, які використовуються для класифікації: «Quartz (кварц), Alkali feldspar (лужний польовий шпат), Plagioclase (плагіоклаз), Feldspathoid (фельдшпатоїд)». Відсотки Q, A, P і F нормалізуються (перераховуються так, щоб їх сума становила 100 %).

## Походження
Діаграми QAPF були створені Підкомісією з систематики магматичних гірських порід Міжнародного союзу геологічних наук (IUGS), основний вклад зроблений Альбертом Штрекайзеном (звідки їх альтернативна назва: діаграми Штрекайзена). Геологи всього світу використовують ці діаграми для класифікації вивержених, особливо плутонічних порід.

## Використання
Діаграми QAPF переважно використовуються для класифікації плутонічних порід (фанеритових порід), але також використовуються для класифікації вулканічних порід, якщо визначено модальний мінералогічний склад. Діаграми QAPF не використовуються для класифікації пірокластичних порід або вулканічних порід, якщо не визначено модальний мінералогічний склад, замість цього використовується класифікація TAS. TAS також використовується, якщо вулканічна порода містить вулканічне скло (наприклад, обсидіан). Діаграми QAPF також не використовуються, якщо мафічні мінерали складають понад 90 % складу гірських порід (наприклад: перидотити та піроксеніти).

## Читання діаграми QAPF
На діаграмі QAPF для класифікації вивержених порід використовуються чотири мінерали або мінеральні групи. Ці мінерали — кварц (Q), лужні польові шпати (A), плагіоклазові польові шпати (P) і фельдшпатоїди (F). F і Q не можуть утворюватися в плутонічних породах одночасно через різницю у відповідному вмісті кремнезему. Інші мінерали можуть зустрічатися у зразках, але вони не використовуються цим методом класифікації.
Діаграма QAPF складається з двох трикутних графіків (QAP і FAP), з'єднаних уздовж сторони AP. Для використання цього методу класифікації необхідно визначити концентрацію (режим) цих мінералів і нормалізувати її до 100 %. Наприклад: плутонічна порода, яка не містить лужних польових шпатів і фельдшпатоїдів, але містить багато піроксенів (не позначених на діаграмі QAPF), плагіоклаз і кілька зерен кварцу, ймовірно, є габро (розташоване на правому краю діаграми, біля P) . На цій діаграмі не робиться різниці між типами порід однакового хімічного складу в QAPF, але різного хімічного складу щодо інших мінералів (таких як габро, діорит і анортозит).
Діаграма QAPF використовується не для всіх плутонічних порід; ультраосновні гірські породи є найважливішою групою, яка має окремі класифікаційні діаграми.

## Подальше читання
- Streckeisen, A. L., 1978. IUGS Subcommission on the Systematics of Igneous Rocks. Classification and Nomenclature of Volcanic Rocks, Lamprophyres, Carbonatites and Melilite Rocks. Recommendations and Suggestions. Neues Jahrbuch für Mineralogie, Abhandlungen, Vol. 141, 1–14.
- Le Maitre, R.W. 2002. Igneous Rocks: A Classification and Glossary of Terms: Recommendations of International Union of Geological Sciences Subcommission on the Systematics of Igneous Rocks. Cambridge University Press, 236pp.